# パルミトレイン酸
パルミトレイン酸(英: Palmitoleic acid、数値表現 16:1(n-7)または16:1Δ9)は、ヒトの脂肪組織のグリセリドに含まれるCH3(CH2)5CH=CH(CH2)7COOHの化学式を持つ不飽和脂肪酸である。あらゆる組織に存在するが、特に肝臓で濃度が高い。デルタ-9不飽和化酵素の働きによってパルミチン酸から生合成される。炎症を抑えることでインスリンの感受性を上げ、またインスリンを分泌する膵臓のβ細胞の破壊を阻害することが示されている。パルミトレイン酸は、16:1Δ9という記号で略称される。

## 供給源
様々な動物油、植物油、魚介油に含まれ、経口摂取される。マカダミア油やシーバックソーン油は、それぞれ17%、40%という高濃度を含む。

## 生理的効果
肝臓への脂肪の沈着、インスリンの作用、パルミチン酸塩や脂肪酸の合成等に影響している可能性が指摘され、ホルモン様の効果を持つ「リポカイン」という新しい用語が提案された 。
そのような効果の1つにインスリン感受性の改善があり、パルミトレイン酸は、炎症原遺伝子の発現を抑制し、肝臓脂質の代謝を促進することでインスリンの感受性を高め、糖尿病を発症したマウスの高血糖及び高トリグリセリド血症を低減する効果を示した。
別の研究では、パルミトレイン酸は体重に影響を与える信号分子として働くことが示された。この発見は、パルミトレイン酸や食物から摂取されるその他の脂肪酸が脂肪酸酸化酵素によって用いられるという以前の観測結果とも合致する。その結果、パルミトレイン酸の含量の多い油を作ることで肥満に対処することができる可能性がある。